# 青山镇 (崇阳县)
青山镇，是中华人民共和国湖北省咸寧市崇阳县下辖的一个乡镇级行政单位。

## 行政区划
青山镇下辖以下地区：
青山社区、回头村、石垅村、南林村、磨刀村、城万村、盘山村、东流村、水库村、石铺村、蔡墩村、西冲村、河岭村、吴城村、华陂村、铺前村、洪桥村、塘桥村、太平村、青山村、长林村、东山村、雷骆村、大坪村、尺冲村和梓木村。